# Scalmophorus reticulatus
Scalmophorus reticulatus är en insektsart som beskrevs av Fowler. Scalmophorus reticulatus ingår i släktet Scalmophorus och familjen hornstritar. Inga underarter finns listade i Catalogue of Life.